# Destrucción del patrimonio cultural por Estado Islámico
Desde el año 2014, el grupo terrorista Estado Islámico ha destruido o robado patrimonio cultural en los países de Irak, Siria y Libia. La premeditada destrucción ha tenido como objetivo diversos lugares de culto y antiguos artefactos históricos. Tras la caída de la ciudad iraquí de Mosul entre junio de 2014 y febrero de 2015, Estado Islámico ha saqueado y destruido al menos 28 edificios históricos religiosos. Los artículos de valor de algunos de los edificios fueron saqueados con el fin de pasar de contrabando y ser vendidos para financiar las actividades del grupo terrorista.
Estado Islámico utiliza unidades llamadas Kata ib Taswiyya (batallones de liquidación) con la tarea de seleccionar los objetivos para la demolición. La directora general de la UNESCO, Irina Bokova, describe las actividades de Estado Islámico en este sentido como «una forma de limpieza cultural» y el lanzamiento de la campaña Unite4Heritage para proteger los sitios del patrimonio amenazado por los extremistas.
Aunque Libia, Siria e Irak ratificaron la Convención para la Protección de los Bienes Culturales en caso de Conflicto Armado en 1957, 1958 y 1967, respectivamente, no ha sido ejercida eficazmente.

## Mezquitas y santuarios
En 2014, según informaron los medios, la destrucción de lugares históricos se dio principalmente en mezquitas chiitas, y santuarios a lo largo de la guerra de Irak con Estado Islámico. Entre ellos estaban la mezquita Al-Qubba Husseiniya en Mosul, la mezquita Jawad Husseiniya, el santuario Saad bin Aqil Husseiniya en Tal Afar, el santuario sunita Ahmed al-Rifai, la tumba en el distrito de Mahlabiya y la llamada Tumba de la Chica (Qabr al-Bint) en Mosul. Se cree que la Tumba de la Chica ―llamada así en honor de una niña que murió con el corazón roto― es la tumba del erudito Ali ibn al-Athir (1160-1233).
En junio de 2014, Estado Islámico realizó la demolición de la ermita de Fathi al-Ka'de mayo.
El 24 de septiembre de 2014, Estado Islámico destruyó la mezquita Al-Arba'in (en Tikrit), que contiene cuarenta tumbas de la era Umar.
El 26 de febrero de 2015, Estado Islámico destruyó la mezquita Khudr del siglo XII en el centro de Mosul.
En Mosul, Estado Islámico también destruyó varias tumbas con templos construidos sobre ellos.
En julio de 2014, Estado Islámico destruyó con explosivos una de las tumbas del profeta Daniel (en Mosul), y el 24 del mismo mes hizo explotar la tumba y la mezquita del profeta Jonás.
El 27 de julio de 2014, Estado Islámico destruyó la tumba del profeta Jirjis (San Jorge).
El 25 de julio de 2014, Estado Islámico destruyó el santuario del siglo XIII Imam Awn al-Din en Mosul, una de las pocas estructuras que habían sobrevivido a la invasión de los mongoles (1219-1221). La destrucción fue llevada a cabo con dispositivos explosivos, pero en algunos casos usaron excavadoras.
En marzo de 2015, Estado Islámico presuntamente echó abajo la mezquita Hamou al-Qadu en Mosul, que databa de 1880
También en 2015, Estado Islámico ordenó la retirada de todos los elementos decorativos y los frescos de las mezquitas en Mosul, incluso aquellos que contenían versículos del Corán que mencionaban a Dios. Estado Islámico afirmó que se trataba de «una forma errónea de creatividad, que contradice los puntos básicos de la ley sharia». Al menos un imam (clérigo musulmán) en Mosul que se oponía a esta order, fue fusilado.
En marzo de 2015, Estado Islámico también destruyó santuarios sufíes cerca de Trípoli (Libia). Los santuarios fueron destruidos con mandarrias y excavadoras.
En junio de 2015, se anunció que Estado Islámico había volado las antiguas tumbas de Mohammed bin Ali y Nizar Abu Bahaaeddine, situadas cerca de las ruinas de Palmira (Siria).

## Iglesias
El 16 de junio de 2014 se informó que Estado Islámico había ordenado destruir todas las iglesias de Mosul.
El 26 de julio de 2014 se anunció que elementos de Estado Islámico hicieron estallar la Virgen María de la Iglesia en Mosul con varios dispositivo explosivo improvisados.
El 21 de septiembre de 2014, Estado Islámico hizo explotar el monumento del Genocidio armenio en Deir ez-Zor (Siria).
El 24 de septiembre de 2014, terroristas de Estado Islámico destruyeron con artefactos explosivos improvisados la Iglesia de San Ahoadamah del siglo VII, perteneciente a la Iglesia Asiria de Oriente en Tikrit.
El 7 de marzo de 2015 Estado Islámico destruyó gran parte de la Iglesia Asiria Cristiana en la localidad siria de Tel Nasri (Tal Tamer).
El 6 de abril de 2015 (domingo de Pascua), cuando las Unidades de Protección del Pueblo (fuerzas conjuntas kurdas) y combatientes locales sirios intentaron entrar en la ciudad, Estado Islámico activó los explosivos, destruyendo lo que quedaba de la iglesia, y la estatua de la Virgen María.
En julio de 2015, Estado Islámico hizo explotar otra iglesia en Mosul, la cual presuntamente tenía «miles de años» de antigüedad. Según fuentes kurdas, cuatro niños murieron cuando la iglesia fue destruida.
El 21 de agosto de 2015, Estado Islámico destruyó el histórico monasterio Mar Elián cerca de Al-Qaryatayn en la gobernación de Homs.

## Sitios antiguos y medievales

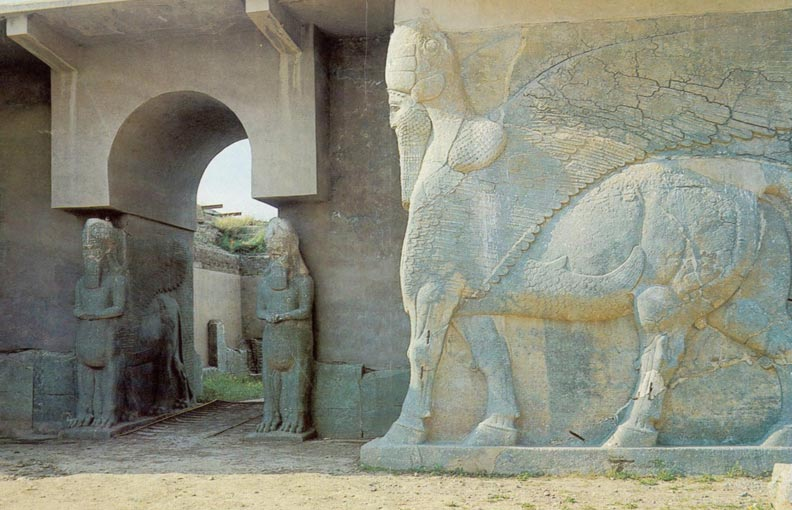
Palacio de Ashurnasirpal II en Nimrud, fotografiado en 2007. Estado Islámico asedió la ciudad en marzo de 2015.

El 27 de enero de 2015, Estado Islámico informó que había hecho explotar piezas grandes y extensiones de la Pared de Nínive en el barrio al-Tahrir de Irak.
En la ciudad siria de Ar-Raqqah, Estado Islámico demolió una colosal antigua puerta asiria con esculturas de un león, que databa del siglo VIII a. C. Otra estatua de un león también fue destruida. Ambas estatuas se originaron a partir del sitio arqueológico Arslan Tash. La destrucción fue publicada en el revista de propaganda de Estado Islámico Dabiq. Entre las estatuas perdidas se encontraban las de Mulla Uthman al-Mawsili, de una mujer que llevaba una urna, y de Abu Tammam.
El 26 de febrero de 2015, Estado Islámico publicó un video que mostraba cómo destruían varios artefactos antiguos del Museo de Mosul. Los artefactos databan de la era asiria y de la antigua ciudad de Hatra. El video, en particular, muestra la destrucción de una estatua en granito lamassu de la derecha de la Puerta Nergal con un martillo neumático. La estatua permaneció enterrado hasta 1941, cuando las fuertes lluvias erosionaron el suelo alrededor de la puerta y se expusieron dos estatuas a ambos lados. Varios otros elementos borrados en el museo fueron reclamados para ser copias, pero esto fue después refutado por Adel Sharshab (ministro de Cultura de Irak): «En el Museo de Mosul había muchos artefactos antiguos, grandes y pequeños. Ninguno de ellos fueron transportados al Museo Nacional de Irak en Bagdad. Por lo tanto, todos los artefactos destruidos en Mosul son originales, a excepción de cuatro piezas que se hicieron de yeso».
El 5 de marzo de 2015, Estado Islámico comenzó la demolición de Nimrud, una ciudad asiria construida en el siglo XIII a. C. El palacio local fue demolido, mientras que las estatuas lamassu en las puertas del palacio de Ashurnasirpal II se estrellaron. Un video que muestra que la destrucción de Nimrud fue lanzada en abril de 2015.
El 7 de marzo de 2015, fuentes kurdas informaron que Estado Islámico había comenzado la demolición de Hatra, que había estado bajo amenaza de demolición después de que Estado Islámico había ocupado el área adyacente. Al día siguiente Estado Islámico despojó Dur-Sharrukin, de acuerdo al oficial kurdo de Mosul Saeed Mamuzini.
El Ministerio de Turismo y Antigüedades (de Irak) puso en marcha la investigación relacionada en el mismo día. El 8 de abril de 2015, el Ministerio de Turismo informó que Estado Islámico había destruido en Mosul los restos del Castillo Bash Tapia del siglo XII. Desde principios de julio de 2015, el 20 % de los de 10 000 sitios arqueológicos de Irak han sido objeto de control de Estado Islámico.

### Palmira

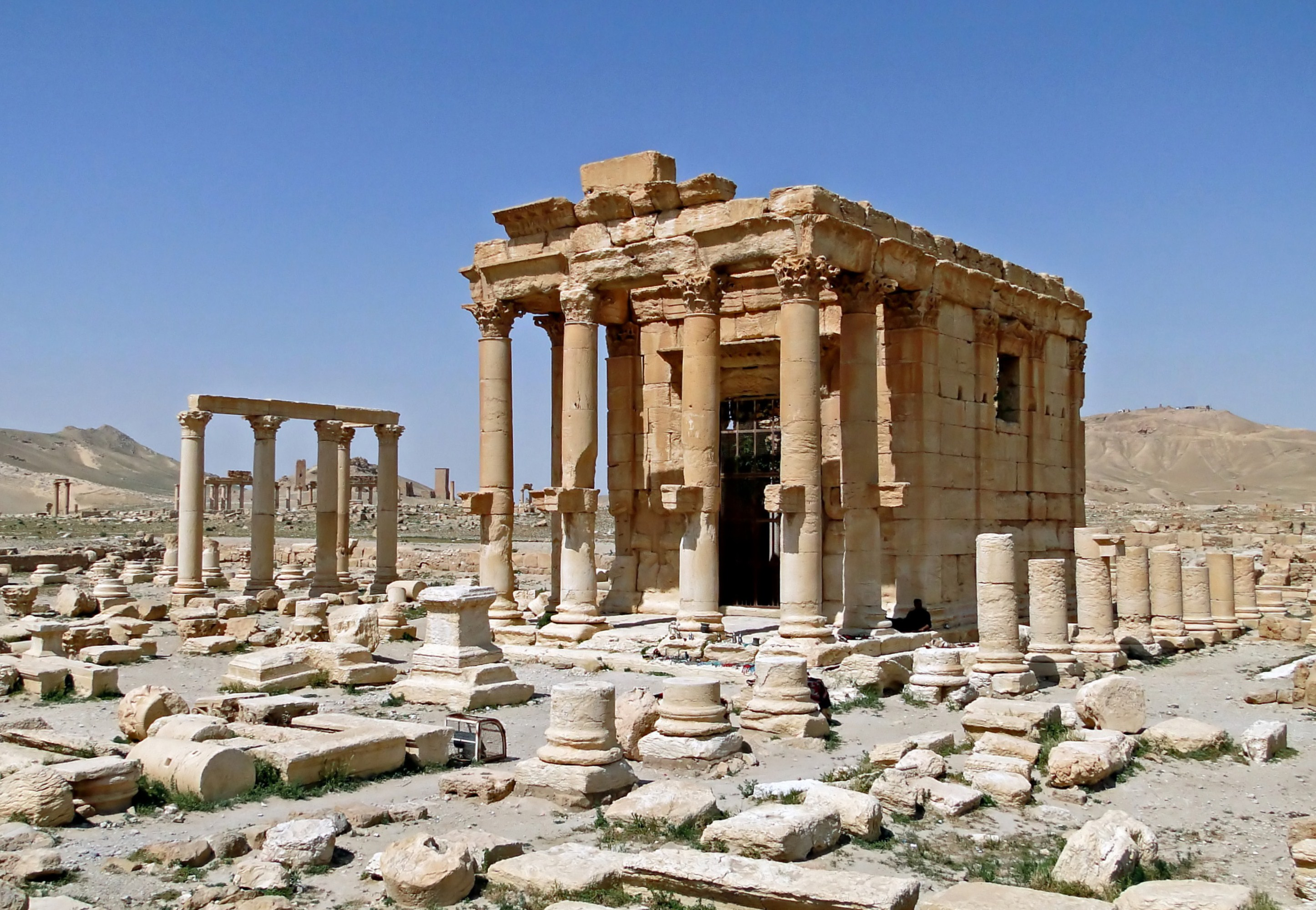
En julio y agosto de 2015, Estado Islámico destruyó el Templo de Baalshamin, en Palmira (Siria).

Tras la captura de Palmira en Siria, Estado Islámico afirmó que no tenía intención de demoler la ciudad Patrimonio de la Humanidad (aunque aún tienen la intención de destruir todas las estatuas que considerara politeístas). El 27 de mayo de 2015, Estado Islámico publicó un vídeo de 87 segundos que muestra las partes de las aparentemente intactas antiguas columnas, Templo de Bel y el teatro romano de Palmira.
El 27 de junio de 2015, sin embargo, Estado Islámico demolió la antigua estatua del León de Al-lāt en Palmira. Varias otras estatuas de Palmira, según los informes fueron confiscadas a un contrabandista también fueron destruidos por Estado Islámico.
El 23 de agosto de 2015, se informó que Estado Islámico había volado el templo de Baalshamin del siglo I.
El 30 de agosto de 2015, Estado Islámico demolió el Templo de Bel con explosivos. Las imágenes de satélite del lugar tomadas poco después de la demolición muestran que no quedaba nada.
En octubre del año 2015 el Arco de Triunfo de Palmira fue dinamitado y destruido por el Estado Islámico.

## Respuesta
El 22 de septiembre de 2014, John Kerry ―secretario de Estado de Estados Unidos―, anunció que el Departamento de Estado de los Estados Unidos colaboró para orientar «una investigación exhaustiva que documente la condición de los sitios del patrimonio cultural en Irak y Siria amenazados para evaluar su futura restauración, preservación y protección de las necesidades». La directora general de la UNESCO Irina Bokova llamó las destrucciones en Mosul una violación de la Resolución del Consejo de Seguridad 2199 de las Naciones Unidas, y la destrucción de Nimrud un crimen de guerra.
El ex primer ministro de Irak Nuri al Maliki (1950-) informó que el comité local parlamentario de turismo y antigüedades había «presentado quejas ante la ONU para condenar a todos los crímenes y abusos cometidos por Estado Islámico, incluidos los que afectan a los antiguos lugares de culto». El 28 de mayo de 2015, el Asamblea General de Naciones Unidas aprobó por unanimidad una resolución en la que, iniciada por Alemania e Irak y patrocinado por 91 Estados miembros de la ONU, afirmando que Estado Islámico de la destrucción de patrimonio cultural puede constituir un crimen de guerra, y se insta a adoptar medidas internacionales para detener este tipo de actos, que se describe como una «táctica de guerra».
El 28 de marzo de 2015, Irina Bokova (directora de la UNESCO) lanzó Unite4Heritage, una campaña con el objetivo de crear un movimiento global «para proteger y salvaguardar el patrimonio en las zonas donde se encuentra amenazado por los extremistas».